# Mistrzostwa Polski w hokeju na lodzie (1925/1926)
Mistrzostwa Polski w hokeju na lodzie 1925/1926 – 1. edycja oficjalnych mistrzostw Polski w hokeju na lodzie mężczyzn, która jednak nie została dokończona z powodów pogodowych (wzrostu temperatury powietrza) oraz planów wyjazdowych reprezentacji Polski.
W styczniu 1926 r., gdy reprezentacja Polski uczestniczyła w szwajcarskim Davos w mistrzostwach Europy, w kraju drużyny klubowe rozgrywały spotkania w ramach mistrzostw miejskich (w Warszawie, Krakowie, Poznaniu, Toruniu i we Lwowie), które cieszyły się sporym zainteresowaniem publiczności. Na początku lutego 1926 r. informowano, że reprezentacja narodowa wybiera się do Sztokholmu na Igrzyska Północne, natomiast w kraju w dniach ostatniego tygodnia nie rozgrywano meczów wskutek ocieplenia pogody. W pierwszych dniach lutego rozegrano jedynie mecz we Lwowie. W tym miesiącu AZS Warszawa (stanowiąca kadrę Polski podczas mistrzostw Europy 1926) rozegrała w Sztokholmie finał Igrzysk Północnych, remisując z miejscowym Djurgårdens 3:3 (1:2). W następnych dniach zespół AZS (Polska) kontynuował tournee po Europie.